# شاه‌آغاچ
شاه‌آغاچ (به لاتین: Şahağac) یک منطقه مسکونی است در جمهوری آذربایجان است که در شهرستان آستارا واقع شده‌است.

## جمعیت
شاه‌آغاچ ۴۳۰۰ نفر جمعیت دارد.

## جغرافیا و موقعیت مکانی
شاه‌آغاچ در ۱۸ کیلومتری شهر لنکران و ۲۲۰ کیلومتری شهر باکو واقع شده‌است.

## تاریخچه
تشکیل این روستا به زمانی باز می‌گردد که عده‌ای از اهالی روستای بورسوت در کوهستان‌های تالش به این نقطه در کنار ساحل مهاجرت کردند.